# Ettore Masina
Ettore Masina (Breno, 4 settembre 1928 – Roma, 28 giugno 2017) è stato un giornalista, scrittore e politico italiano.
Fu parlamentare e fondatore, con Paul Gauthier, della "Rete Radié Resch" di solidarietà internazionale.

## Biografia
Seguendo la professione del padre, la sua famiglia si trasferisce in diverse città, stabilendosi poi a Varese. Masina inizia l'attività giornalistica nel 1952, dopo aver lasciato gli studi di medicina; lavora a "Il Giorno", come inviato speciale e informatore religioso. Si trasferisce a Roma nel 1964, dove da allora risiede; come vaticanista, segue il Concilio Vaticano II pubblicando delle cronache rimaste celebri, che gli procurano una grande notorietà nell'ambiente dell'informazione. Sempre come giornalista esperto in tematiche religiose, si trasferisce nel 1969 alla RAI; il suo rapporto, non solo professionale, con Paolo VI è un segnale della professionalità che Masina ha acquisito nell'informazione religiosa.
Nel 1964 conosce il prete francese Paul Gauthier; questi viveva in Palestina, ove come carpentiere, aveva avviato una singolare esperienza di solidarietà con i poveri, scegliendo dapprima Nazaret, e poi allargando la presenza della sua comunità di religiosi e operai anche all'America Latina.
Il viaggio con Paolo VI in Israele aveva fatto conoscere a Masina l'ambiente di cui Gauthier gli parlava, invitandolo nello stesso tempo a cambiare la sua prospettiva di vita e di impegno come credente. Assieme fondano l'associazione di solidarietà internazionale "Rete Radiè Resch", prendendo il nome di una bambina palestinese morta di stenti nella sua abitazione fatiscente, mentre attendeva una nuova casa. La rete, strutturata in gruppi locali autonomi, lo vede coordinatore fino al 1994; in questo periodo diventa un'esperienza unica di cooperazione e di solidarietà, ma anche di sensibilizzazione sociale ed ecclesiale sulle povertà e i poveri del mondo.
Proseguiva intanto l'attività giornalistica, che aveva assunto sempre più un taglio "impegnato"; nel 1976 iniziò a condurre il TG2, e condivide il lavoro con alcuni celebri giornalisti come Andrea Barbato, Giuseppe Fiori, Italo Moretti. Viene comunque osteggiato per il suo impegno dichiaratamente "di parte".
Nel 1983 lasciò l'attività giornalistica per quella politica. Fu eletto deputato nella Sinistra Indipendente nelle liste del Partito Comunista Italiano, per due mandati restando in carica fino al 1992; come parlamentare si è occupato della Commissione Esteri e del Comitato permanente per i diritti umani. Dopo lo scioglimento del PCI, è stato membro della direzione del PDS.
Nel 1995 riceve il Premio Colombe d'Oro per la Pace da parte dell'Istituto di Ricerche Internazionali Archivio Disarmo. 
Dopo la chiusura della sua attività politica, prosegue la sua opera di giornalista (Segno del Mondo, Jesus, Latinoamerica, etc.), attento osservatore di temi politici ed ecclesiali, e fecondo animatore di dibattiti culturali in giro per l'Italia; è anche un apprezzato scrittore.
Tiene contatto con la rete di amici e associazioni che ha costruito in questi anni mediante una "Lettera" periodica, in cui esprime la sua visione critica e nello stesso tempo credente sui fatti più salienti della vita italiana e internazionale.

## Opere

### Saggi religiosi
- Il Vangelo secondo gli anonimi, Cittadella, Assisi (PG) (1972)
- Il Dio in ginocchio, Rusconi, Milano (1982)
- Il califfo ci manda a dire, Rusconi, Milano (1983)

### Libri di viaggio
- El nido de oro. Viaggio all'interno del Terzo Mondo: Brasile, Corno d'Africa e Nicaragua, Marietti, Genova (1989)
- Un inverno al Sud. Cile, Vietnam, Sudafrica, Palestina, Marietti, Genova (1992)

### Romanzi e racconti
- Il ferro e il miele, Rusconi, Milano (1983)
- Comprare un santo, Camunia, Milano (1994)
- Il volo del Passero, San Paolo, Cinisello Balsamo (MI) (1997)
- Il Vincere, San Paolo, Cinisello Balsamo (MI) (1994)
- I gabbiani di Fringen, San Paolo, Cinisello Balsamo (MI) (1999)

### Biografie e diari
- L'Arcivescovo deve morire, Gruppo Abele, Torino (1995);
- Diario di un cattolico errante. 1992-1997: In viaggio fra santi, burocrati e guerriglieri, Gamberetti,  (1997)
- Il prevalente passato. Un'autobiografia in cammino, Rubbettino Editore, Soveria Mannelli (2000)
- L'airone di Orbetello. Storia e storie di un cattocomunista", Rubbettino Editore, Soveria Mannelli (2005)